# Bernd Friedrich
Bernd Friedrich (* 12. November 1963 in Neuwied) ist ein ehemaliger deutscher Profiboxer und Deutscher Meister im Schwergewicht.

## Laufbahn
Der frühere Kraftsportler Friedrich begann erst im Alter von 26 Jahren mit dem Boxen. Als Amateur boxte er für die Staffeln der TuS Rot-Weiß Koblenz und CSC Frankfurt. Nach zwei Jahren wechselte er zu den Profis. In seinem Debütkampf traf er auf Mario Schießer und unterlag gegen den Berliner über vier Runden nach Punkten.
Mit fünf aufeinanderfolgenden vorzeitigen Siegen in den nächsten Kämpfen empfahl er sich für den am 19. September 1992 stattfindenden Kampf gegen Axel Schulz um die vakante Deutsche Meisterschaft. Trotz ansprechender Leistung musste sich Friedrich dem deutlich schnelleren und boxerisch erfahreneren Schulz nach Punkten geschlagen geben. Dennoch wurde der Promoter Wilfried Sauerland auf ihn aufmerksam und nahm ihn 1993 unter Vertrag.
Nach Siegen gegen Aufbaugegner durfte er im Oktober 1993 gegen Christian Honhold erneut um den mittlerweile wieder vakanten nationalen Meistertitel boxen. Schon in der ersten Runde der Auseinandersetzung öffnete sich bei Honhold nach einem unabsichtlichen Zusammenstoß der Köpfe eine tiefe Platzwunde, die zum frühen Abbruch des Kampfes führte. Friedrich wurde zum Sieger durch technischen KO und zum neuen Deutschen Meister erklärt.
Den nächsten Rückschlag gab es allerdings schon im nächsten Kampf, als er gegen den Briten Roger McKenzie durch technischen KO in der zweiten Runde verlor. Im Mai 1994 kam es dann in Koblenz zum Rückkampf mit Honhold, Friedrich unterlag über zehn Runden nach Punkten und musste den Deutschen Meistertitel abgeben.
Am 25. März 1995 kam es zu einem Duell mit dem mittlerweile fast 42-jährigen, früheren WBA-Weltmeister James „Bonecrusher“ Smith, das Friedrich nur knapp und umstritten nach Punkten verlor. Friedrich fühlte sich dabei von seinem Promoter hintergangen und trennte sich wenig später vom Sauerland-Stall. 1996 boxte er schließlich zum vierten Mal um die Deutsche Meisterschaft. Titelverteidiger war sein Debütgegner Mario Schießer und auch in der zweiten Begegnung unterlag er nach Punkten. In dem verbissen geführten Kampf kassierten beide so viele schwere Treffer, dass der BDB daraufhin beide mit einer mehrmonatigen Schutzsperre belegte.
Im Mai 1997 kam es dann zum dritten Aufeinandertreffen mit Schießer, diesmal im Kampf um die Internationale Deutsche Meisterschaft. Doch auch diesmal konnte sich Friedrich nicht durchsetzen, in der letzten Runde ging er gar KO. Nach drei weiteren Kämpfen gegen Aufbaugegner, gegen die er aber nicht mehr überzeugen konnte, beendete Friedrich 1998 schließlich seine Karriere.